# Pristimantis cristinae
Espèce
Synonymes
- Eleutherodactylus cristinae Lynch & Ruíz-Carranza, 1985

Statut de conservation UICN

 EN  : En danger
Pristimantis cristinae est une espèce d'amphibiens de la famille des Craugastoridae.

## Répartition
Cette espèce est endémique du département de Magdalena en Colombie. Elle se rencontre entre 1 530 et 3 500 m d'altitude dans la Sierra Nevada de Santa Marta.

## Description
Les mâles mesurent de 37,8 à 42,7 mm et les femelles de 58,2 à 62,7 mm.

## Étymologie
Cette espèce est nommée en l'honneur de María Cristina Ardila-Robayo.

## Publication originale
- Lynch & Ruíz-Carranza, 1985 : A synopsis of the frogs of the genus Eleutherodactylus from the Sierra Nevada de Santa Marta, Colombia. Occasional Papers of the Museum of Zoology University of Michigan, no 711, p. 1-59 (texte intégral).